# George Smith (asiriólogo)
George Smith (Chelsea, 26 de marzo de 1840-Alepo, 19 de agosto de 1876) fue un asiriólogo inglés pionero en descubrir Karkemish y traductor de la Epopeya de Gilgamesh, una de las obras escritas conocidas más antiguas de la literatura.

## Vida y carrera tempranas
Como hijo de una familia de clase trabajadora en la Inglaterra victoriana, Smith se encontró limitado en su capacidad de adquirir una educación formal. A los catorce años, fue aprendiz de la editorial londinense Bradbury y Evans, siendo un aprendiz destacado. Desde su juventud, estuvo fascinado con la cultura asiria y su historia. En su tiempo libre, leía todo lo que estaba a su disposición en la materia. Su interés era tan agudo que mientras trabajaba en la editorial, pasaba sus horas de almuerzo en el Museo Británico, estudiando las publicaciones que trataban sobre las tablillas cuneiformes que habían sido descubiertas cerca de Mosul (actual Irak) por Austen Henry Layard, Henry Rawlinson y su asistente iraquí Hormuzd Rassam, durante las expediciones arqueológicas de 1840 hasta 1855. En 1863 Smith se casó con Mary Clifton (1835 - 1883) con la que tendría seis hijos.

## Museo británico
El talento natural de Smith para el estudio de las tablillas cuneiformes fue observado por primera vez por Samuel Birch, egiptólogo y director del Departamento de Antigüedades, que llevó al joven a la atención del reconocido asiriólogo Sir Henry Rawlinson. Ya en 1861, Smith trabajaba por las tardes clasificando y limpiando restos de arena y arcilla de distintas tablillas en el depósito del museo. En 1866 Smith hizo su primer descubrimiento importante, la fecha del pago del tributo por Jehú, rey de Israel, a Salmanasar III. Sir Henry sugirió a los Consejeros del Museo que Smith debería unirse a él en la preparación del tercer y cuarto volumen de Las inscripciones cuneiformes de Asia occidental. Tras la muerte de William H. Coxe en 1869 y con cartas de referencia de Rawlinson, Layard, William Henry Fox Talbot y Edwin Norris, Smith fue nombrado asistente sénior en el Departamento de Asiriología a principios de 1870.

## Descubrimiento de las inscripciones
Los primeros éxitos de Smith fueron los descubrimientos de dos inscripciones únicas a principios de 1867. El primero, un eclipse total de sol en el mes de Sivan inscrito en la Tablilla K51, que él vinculó al espectacular eclipse de Bur Sagale que se produjo el 15 de junio del 763 a. C., cuya descripción se había publicado 80 años antes por el historiador francés François Clément (1714 - 1793) en L'art de vérifier les des faits historiques. Este descubrimiento es la piedra angular de la cronología del antiguo Oriente Próximo. La otra fue la fecha de la invasión de Babilonia por los elamitas en el 2280 a. C.
En 1871, Smith publicó los Anales de Assur-bani-pal (transliterados y traducidos) y pasó a la recién fundada Sociedad Bíblica Arqueológica el documento La Historia Temprana de Babilonia y una crónica de su desciframiento de las inscripciones en escritura chipriota.

## Épica de Gilgameshy expedición a Nínive
En 1872, Smith consiguió fama mundial por su traducción del caldeo del Diluvio universal, leída ante la Sociedad de Arqueología Bíblica el 3 de diciembre y cuya audiencia incluía al Primer ministro William Ewart Gladstone.
Este trabajo es más conocido hoy como la undécima tablilla de la Épica de Gilgamesh, una de las obras más antiguas de la literatura. El enero siguiente, Edwin Arnold, editor del Daily Telegraph, preparó un viaje a Smith para Nínive a expensas de aquel diario para llevar a cabo excavaciones para encontrar los fragmentos desaparecidos de la historia de la Gran Inundación. Este viaje resultó no solo en el descubrimiento de algunas tablillas desaparecidas, pero también de fragmentos que tenían grabadas la sucesión y duración de las dinastías babilónicas.
En noviembre de 1873 Smith marchó de Inglaterra a Nínive para una segunda expedición, esta vez a expensas del Museo, para continuar sus excavaciones en Kouyunjik (Nínive). Una crónica de su trabajo aparece en Descubrimientos de Asiria, publicada a principios de 1875. El resto del año Smith estuvo enfocado en unir y traducir los fragmentos que se relacionaban con la Creación, cuyos resultados fueron publicados en Las Crónicas Caldeas del Génesis (1880, coescrito con Archibald Sayce).

## Última expedición y muerte
En marzo de 1876, Smith fue enviado por el Museo a Nínive para excavar el resto de la Biblioteca de Asurbanipal. En Ikisji (en turco, İkizce), un pueblo pequeño aproximadamente sesenta millas al nordeste de Alepo, cayó enfermo con disentería. Murió en Aleppo el 19 de agosto. 